# 杜布基
杜布基（羅馬化：Dubki）是俄罗斯达吉斯坦共和国的市级镇，属卡兹别科夫区，位于苏拉克河沿岸地区，在区行政中心德雷姆东、共和国首府马哈奇卡拉西方。
该地2021年人口有5,501人；2010年人口5,202；2002年人口5,208；1989年人口6,524。